# Кератофір
Кератофір (рос. кератофир, англ. keratophyre, нім. Keratophyr m — кисла ефузивна гірська порода, змінена вторинними процесами. Складається з дрібнозернистої маси і вкраплених кристалів, переважно альбіту, в деяких випадках з олігоклазу, іноді кварцу (кварцовий К.), а також хлориту, епідоту і кальциту. Спостерігається невелика к-ть кольорових мінералів, головним чином біотиту. Виливний аналог сієніту. Породи є суттєво натрієвими з перевагою Na2О та К2О.
Сер. хім. склад кварцового К.. за Р. Делі (%): SiO2 75,45; TiO2 0,17; Al2O3 13,11; Fe2O3 1,14; FeO 0,66; MnO 0,29; MgO 0,34; CaO 0,89, Na2О 5,88; К2О 1,26; Н2О 0,69; Р2О5 0,18. Густина 2,61-2,67. 
Області розповсюдження — Півд. Урал, Мугоджари, Крим, Кавказ, а також поклади в Німеччині, Чехії, Польщі, Норвегії, США та ін.